# Level R
Level R (Project Torque en Amérique du Nord) est un jeu vidéo de course en ligne massivement multijoueur développé par Invictus Games et édité par Aeria Games, sorti en 2008 sur Windows.